# NGC 1630
NGC 1630 é uma galáxia espiral na direção da constelação de Eridanus. O objeto foi descoberto pelo astrônomo Francis Leavenworth em 1885-6, usando um telescópio refrator com abertura de 26 polegadas. Devido a sua moderada magnitude aparente (+14,3), é visível apenas com telescópios amadores ou com equipamentos superiores. 